# Johann Heinrich Felsing
Johann Heinrich Felsing (né le 18 septembre 1800 à Darmstadt, mort le 29 mars 1875 dans la même ville) est un imprimeur et graveur sur cuivre allemand.

## Biographie
Heinrich Felsing est le fils de Johann Conrad Felsing et le frère de Jakob Felsing. Au cours de leurs années de lycée ensemble, il se lie d'amitié avec Justus Liebig, ce qui l'incite à étudier les sciences naturelles, mais la volonté de son père le détermine à suivre une formation d'imprimeur et de graveur sur cuivre. Il reçoit sa première formation à Darmstadt auprès de l'architecte Georg Moller.
En 1817, il rejoint la société de gymnastique nouvellement fondée à Darmstadt, aujourd'hui Darmstadt TSG, qu'il présidera ensuite à deux reprises en tant que "surveillant de gymnastique" pendant plusieurs années. Felsing contribue grandement à l'expansion de la gymnastique en Hesse et est le créateur de ce qu'on appelle la croix de gymnastique (de). Heinrich Felsing reçoit pour cette raison la Croix de Chevalier de deuxième classe de l'Ordre de Louis de Hesse en 1868.

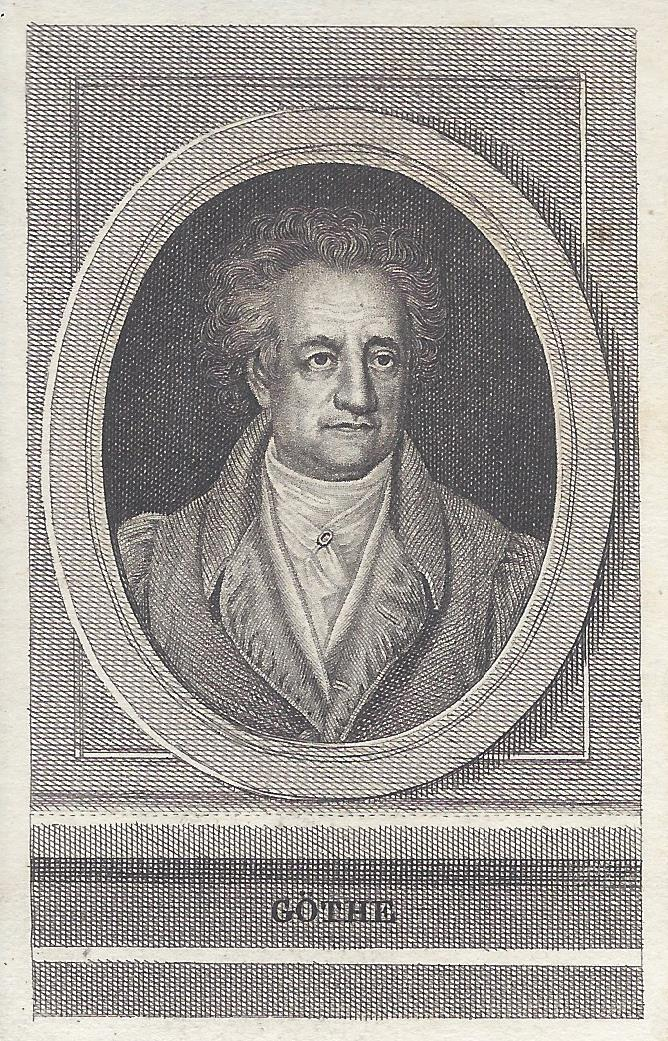
Portrait de Goethe, 1829.

Après la mort de son père en 1819, il souhaite continuer à diriger l'entreprise et part à Paris pour suivre sa formation technique. Ses propres doutes quant à son talent artistique l'encouragent à se détourner de l'art et à se consacrer au perfectionnement de la technologie de l'imprimerie. Pour ce faire, il profite de son amitié avec Liebig pour obtenir de sa part des conseils sur les qualités et propriétés techniques des encres et des papiers d'imprimerie. Il noue des relations commerciales fructueuses avec les principaux marchands d'art d'Allemagne et les affaires commencent à prospérer. De nombreux artistes de renom chargent son entreprise d'imprimer leurs gravures. L'imprimerie devient une institution artistique et industrielle reconnue en Allemagne, en Italie et en France. En raison de la concurrence naissante de la photographie, notamment pour la gravure de portraits, il apprend le procédé de reproduction galvanoplastique qu'il introduit dans son entreprise. En 1848, il est membre du pré-parlement.
Ses fils Otto (1831-1878) et Friedrich (1838-1893) fondent des imprimeries sur cuivre à Berlin et à Munich.
Heinrich Felsing est enterré à l'ancien cimetière de Darmstadt (de) (site funéraire : I H 23). La tombe est une tombe d'honneur.